# Tiksi

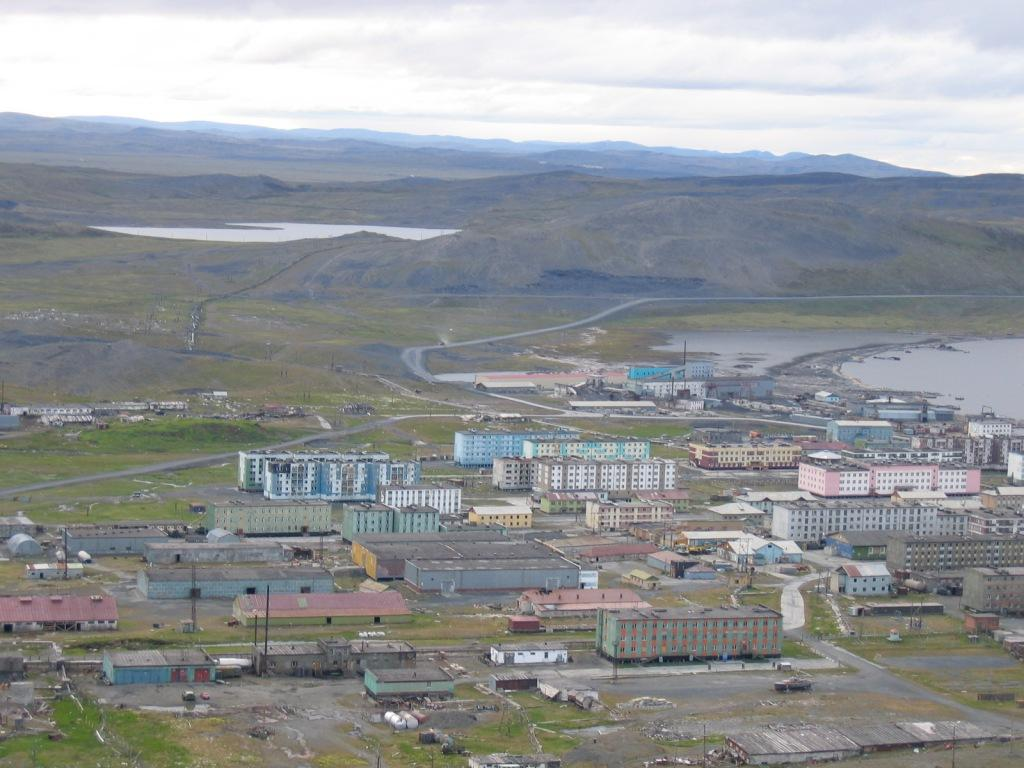
Siedlung Tiksi

Tiksi (russisch Тикси, jakutisch Тиксии/Tiksii) ist ein Hafenort an der Nordpolarmeerküste der autonomen russischen Republik Sacha (Jakutien). Die Siedlung städtischen Typs hat 5063 Einwohner (Stand 14. Oktober 2010) und ist Verwaltungszentrum des Rajons (Ulus) Bulun.

## Geographie

### Lage
Tiksi liegt im Norden Jakutiens östlich des Charaulachrückens, einem  Nordausläufer des Werchojansker Gebirges. Die aus einem Nord- und Südteil bestehende Ortschaft befindet sich an der Westküste der Tiksibucht, einem Teil des zur Laptewsee (Nordpolarmeer) gehörenden Buor-Chaja-Golfs. Nördlich vorbei am Nordteil Tiksis fließt in Südwest-Nordost-Richtung der Chorogor, der kurz darauf in den Neelowagolf mündet. Von diesem Ortsteil aus in Richtung Nordosten schließt sich die Bykowski-Halbinsel an, welche die Tiksibucht im Süden und den Neelowagolf im Norden voneinander trennt. Rund 6 km entfernt vom Nordteil liegt der Südteil von Tiksi. Die höchste Erhebung der Umgebung ist mit 319 m der etwa 4 km westlich des Südteils der Ortschaft gelegene Stolowaja (wörtlich „Tafelberg“).
Etwa 55 km westlich von Tiksi fließt jenseits von Charaulach- und Tuora-Sis-Rücken (weiterer Nordausläufer des Werchojansker Gebirges) die Lena, die das bis in den Norden vom Neelowagolf reichende und minimal rund 22 km (jeweils Luftlinie) vom Nordteil der Ortschaft entfernte Lenadelta ausbildet.

## Gliederung
Tiksi gliedert sich in mehrere Ortsteile. Der heute größte Ortsteil Tiksi 1 befindet sich am Hafen. Hier finden sich die meisten Zentralen Einrichtungen wie Gemeindeverwaltung, Sparkasse, Schule (mit Gymnasium und Internat), Kirche, Sport- und Jugendzentrum, Wetteramt (Roshydromet) und Feuerwehr.
Der Ortsteil Tiksi 3 liegt ca. 3 km nördlich des Hafens und schließt direkt an den Flughafen an. Dieser Ortsteil war zu Sowjet-Zeiten ausschließlich dem Militär vorbehalten, ist aber spätestens seit dem (seinerzeit) endgültigen Abzugs des Militärs 2012 auch für Zivilisten zugänglich. Der Ortsteil war 2014 größtenteils verlassen, jedoch befindet sich hier heute das größte Hotel in Tiksi.
Was den Ortsteil Tiksi 2 darstellt und ob er überhaupt existiert, ist unklar. Nach sich widersprechenden Informationen der Einheimischen soll diese Name entweder das ehemalige Bau-Camp (heute Friedhof) aus der Zeit der ersten Erbauung, das Trinkwasserreservoir, eins der beiden im  Bau abgebrochenen Flughafenprojekte (ca. 15 km südwestlich bzw. nördlich) oder die Funkanlagen auf dem Tafelberg bezeichnen oder aus Gründen der Tarnung nur zur Verwirrung dienen.
Seit 1932 gibt es eine Polarstation auf einer 1500 Meter langen Halbinsel 5 Kilometer südlich von Tiksi 1. Bis 1990 handelte es sich dabei um ein, Poljarka genanntes, weitgehend autarkes Dorf mit bis zu 250 Einwohnern. Es verfügte neben den hölzernen Wohngebäuden und Forschungseinrichtungen über Laden, Kraftwerk, Kindergarten und Grundschule. Nach dem Zusammenbruch der Sowjetunion wurden die Forschungseinrichtungen bis auf die Wetterstation nach und nach geschlossen und die Siedlung aufgegeben. Zum 4. Internationalen Polarjahr bekam die Wetterstation ein neues Laborgebäude. Als russisch-amerikanisch-finnisches Joint Venture wurde das Hydrometeorologische Observatorium Tiksi gegründet. Im Jahr 2010 wurde 1,5 Kilometer nordwestlich der Wetterstation eine Reinluftanlage in Betrieb genommen.

### Klima
Durch die Lage am Meer herrscht in Tiksi milderes Klima als in Zentralsibirien, aber die mittlere Monatstemperatur steigt auch hier nur in vier Monaten des Jahres (Juni bis September) über den Gefrierpunkt.
|                       | Jan   | Feb   | Mär   | Apr   | Mai   | Jun  | Jul  | Aug  | Sep  | Okt   | Nov   | Dez   |   |       |
| Mittl. Tagesmax. (°C) | −28,7 | −26,8 | −22,3 | −14,0 | −2,9  | 6,9  | 10,6 | 10,3 | 4,0  | −9,0  | −21,1 | −24,9 | ⌀ | −9,7  |
| Mittl. Tagesmin. (°C) | −36,1 | −34,2 | −31,3 | −24,2 | −10,3 | −0,1 | 2,9  | 3,9  | −1,4 | −15,6 | −28,2 | −32,4 | ⌀ | −17,2 |
|                       |       |       |       |       |       |      |      |      |      |       |       |       |   |       |
| Niederschlag (mm)     | 26    | 29    | 12    | 10    | 14    | 28   | 43   | 45   | 27   | 17    | 24    | 48    | Σ | 323   |
|                       |       |       |       |       |       |      |      |      |      |       |       |       |   |       |
| Regentage (d)         | 5     | 4     | 3     | 3     | 4     | 6    | 9    | 8    | 7    | 6     | 5     | 7     | Σ | 67    |

| −36,1 |

| −34,2 |

| −31,3 |

| −24,2 |

| −10,3 |

| −0,1 |

| 2,9 |

| 3,9 |

| −1,4 |

| −15,6 |

| −28,2 |

| −32,4 |

| −36,1 |

| −34,2 |

| −31,3 |

| −24,2 |

| −10,3 |

| −0,1 |

| 2,9 |

| 3,9 |

| −1,4 |

| −15,6 |

| −28,2 |

| −32,4 |

## Geschichte
Tiksi entstand 1933 (nach anderen Angaben bereits ab 1930), als hier ein Hafen im Zusammenhang mit Plänen zur Nutzung des Nördlichen Seeweges errichtet wurde. Bereits 1939 erhielt der Ort den Status einer Siedlung städtischen Typs. Der Hafen erlangte schnell wirtschaftliche Bedeutung. Bis 1954 wurden bis zu 25 % des Güterverkehrs nach Jakutien über Tiksi abgewickelt, wo die Fracht von See- auf Flussschiffe verladen und über die Lena weitertransportiert wurde. Mit der Fertigstellung der Nebenstrecke der Transsibirischen Eisenbahn von Taischet nach Ust-Kut am Oberlauf der Lena ging der Frachtverkehr über Tiksi drastisch zurück und machte 1961 nur noch 3 % der nach Jakutien eingeführten Waren aus.
Nach dem Zerfall der Sowjetunion und in der anschließenden Wirtschaftskrise der 1990er Jahre in Russland sank die Bevölkerungszahl des Ortes dramatisch. Der Hafen liegt durch die Unrentabilität der Nordostpassage darnieder. Für die zu Sowjetzeiten relativ gut versorgte Bevölkerung gibt es heute kaum noch Arbeits- und Lebensmöglichkeiten, sodass viele Menschen die Siedlung verlassen haben.
Am 19. Dezember 2016 musste eine Il-18W der russischen Luftwaffe auf dem Flug vom Militärflughafen Kansk nach Tiksi 29 Kilometer nordwestlich des Flughafens notlanden. An Bord befanden sich 30 Passagiere und 7 Besatzungsmitglieder (nach anderen Angaben 38 Personen). Es gab keine Toten, doch alle Personen an Bord wurden verletzt, 16 davon schwer.

### Bevölkerungsentwicklung
| Jahr | Einwohner |
| ---- | --------- |
| 1939 | 697       |
| 1959 | 4.833     |
| 1970 | 8.099     |
| 1979 | 9.505     |
| 1989 | 11.649    |
| 2002 | 5.873     |
| 2010 | 5.063     |
| 2013 | 5.023     |

Anmerkung: Volkszählungsdaten

## Infrastruktur
Das Zentrale Krankenhaus des Bulunski ulus befindet sich in Tiksi.

### Hafen
Tiksi besitzt einen beim Südteil der Ortschaft gelegenen Hafen an der Nordostpassage, dessen neun Liegeplätze eine Ladekapazität von jährlich 67 000 Tonnen haben sollen (2017). Die russische Regierung plant mit einem Aufwand von fünf Milliarden Rubeln (ca. 72 Millionen Euro) bis 2025 eine umfassende Aufwertung des Standorts. So sollen neue Feederschiffe gebaut werden, die in der Lage sein sollen, über die Nordostpassage angelandete Waren während der nur 90-tägigen eisfreien Saison über die sibirischen Flüsse ins Landesinnere zu transportieren. 

### Flughafen und Militärstation
Beim Nordteil der Ortschaft gibt es seit den 1950er Jahren einen Flughafen (ICAO-Code UEST), der auch von den Russischen Luftstreitkräften genutzt wird. Er hat eine 3000 m lange Start- und Landebahn. Anfang 2018 kündigte die russische Luftwaffe an, neben anderen arktischen Basen auch den Flughafen Tiksi, der sich seit 2007 im Besitz einer staatlichen Gesellschaft befindet, zu modernisieren. Ehrgeizige Ausbaupläne hatte der russische Verkehrsminister Maxim Sokolov allerdings bereits im März 2017 teilweise zurückgenommen. Demnach war zwar ursprünglich geplant, entlang der nordsibirischen Küste die Infrastruktur zahlreicher Standorte zu verbessern, darunter Archangelsk, Dikson, Narjan-Mar, Pewek und Tschokurdach, doch aus finanziellen Gründen will die russische Regierung die Modernisierung bis Ende 2021 auf Tiksi und Tschokurdach beschränken. Weitere Investitionen waren für militärische Neubau-Projekte auf Franz-Josef-Land und den Neusibirischen Inseln geplant. In Tiksi ist ein mobiles Luftabwehr-Regiment stationiert, das mit Langstrecken-Luftabwehrraketen der Baureihe S-400 und Kurzstrecken-Luftabwehrraketen vom Typ Panzir-S1 ausgestattet sein soll.

### Forschungsstationen
Seit 1932 gibt es in Tiksi eine Wetterstation, die 2006 ausgebaut und umfangreich modernisiert wurde. 2007/08 entstand etwa 1,5 Kilometer entfernt eine zweite meteorologische Forschungseinrichtung, die unter internationaler Beteiligung als Clean Air Facility (CAF) arbeitet. Da sich die Station, die von einem 20 Meter hohen Beobachtungsturm dominiert wird, vor allem mit der Luftreinheit befasst, wurde auf eine möglichst unberührte Umgebung Wert gelegt. So führen alle Fußwege auf dem Areal über Stege, um den Boden minimal zu belasten. Offiziell eingeweiht wurde die Anlage im August 2010 und firmiert mit der Wetterstation als Hydrometeorologisches Observatorium Tiksi. Trotz politischer Spannungen kündigten russische Experten an, in Tiksi die Kooperation mit amerikanischen Wissenschaftlern fortzusetzen. Etwa 115 Kilometer westlich von Tiksi, im Lenadelta, befindet sich die international besetzte Forschungsstation Insel Samoilow, die mit dem Schnellboot in vier Stunden zu erreichen ist.

### Windpark
Im Winter 2017/18 begannen die Arbeiten für einen Windpark mit zunächst drei Turbinen. Wegen der exponierten Lage an der sibirischen Nordküste herrschen ganzjährig gute Windverhältnisse von durchschnittlich 5,8 m/s. Errichtet wird die Anlage von der japanischen Firma Komaihaltec Inc., finanziert von der ebenfalls japanischen Mitsui & Co. Mit dem Windpark soll die Abhängigkeit der Ortschaft vom teuren Dieseltreibstoff reduziert werden.
Am Ort befindet sich eine Monitoring-Station des SDKM-Systems.

## Persönlichkeiten
- Jewgenija Germanowna Arbugajewa (* 1985), Fotografin und Dokumentarfilmerin
- Maxim Germanowitsch Arbugajew (* 1991), Dokumentarfilmer